# Clifton Springs, New York
Clifton Springs är en ort i Ontario County i delstaten New York, USA.